# Andrij Ponomar
Andrij Ponomar (ukrainisch Андрій Пономар, englische Transkription Andrii Ponomar; * 5. September 2002 in Tschernihiw) ist ein ukrainischer Radrennfahrer.

## Sportlicher Werdegang
In der Saison 2019, in seinem ersten Jahr als Junior, wurde Ponomar Europameister im Straßenrennen und ukrainischer Meister im Einzelzeitfahren und Straßenrennen. Im UCI Men Juniors Nations’ Cup gewann er Etappen bei der Saarland Trofeo und der Trophée Centre Morbihan. Im Folgejahr entschied er eine Etappe und die Gesamtwertung des Grand Prix Rüebliland für sich.
Nach dem Wechsel in die U23 wurde Ponomar 2021 Mitglied im UCI ProTeam Androni Giocattoli-Sidermec. Noch im Alter von 18 Jahren wurde er ukrainischer U23-Meister im Straßenrennen. Mit seiner Teilnahme am Giro d’Italia 2021 ist er der jüngste Teilnehmer seit Luigi Errico im Jahr 1928.
Zur Saison 2023 erhielt er einen Vertrag beim neu als UCI WorldTeam lizenzierten Team Arkéa-Samsic. Bereits im Juli des Jahres wurde der Vertrag im gegenseitigen Einvernehmen aufgelöst, das Ponomar zurück nach Italien wollte, wo er selbst und seine Mutter und Schwester ihre neue Heimat gefunden hatten. Im August 2023 wurde er daraufhin Mitglied im italienischen Team Corratec. In den zwei Jahren im Team gelang ihm nur bei der Trofeo Città di Brescia 2024 eine Podiumsplatzierung.
Nachdem sein Vertrag nicht verlängert worden war, wechselte Ponomar zum mexikanischen UCI Continental Team Petrolike.

## Erfolge
2019
- Europameister – Straßenrenn (Junioren)
- Ukrainische Meister – Straßenrennen und Einzelzeitfahren (Junioren)
- eine Etappe Saarland Trofeo
- eine Etappe Trophée Centre Morbihan

2020
- Gesamtwertung und eine Etappe Grand Prix Rüebliland

2021
- Ukrainische Meister – Straßenrennen
- Nachwuchswertung Banja Luka-Belgrad

## Grand-Tour-Platzierungen
| Grand Tour            | 2021 | 2022 |
| --------------------- | ---- | ---- |
| Giro d’ItaliaGiro     | 67   | 117  |
| Tour de FranceTour    | –    | –    |
| Vuelta a EspañaVuelta | –    | –    |